# Han Hjodzsu
Han Hjodzsu (koreaiul: 한효주, angol átiratban: Han Hyo Joo; Cshongdzsu 1987. február 22. –) dél-koreai modell és színésznő.

## Életrajza
2005-ben kezdte a pályafutását. 2 évvel később kapta első főszerepét a Like the Heaven Like the Land című romantikus sorozatban.
2008-ban kapta első, történelmi filmbeli szerepét az Ildzsime-ban. Ebben az évben Han önálló filmet készített, a Ride Away-t, amelyet a Cshongdzsui Nemzetközi Filmfesztiválon mutatták be.
2009-ben ismét főszerepet kapott egy sorozatban, a Brilliant Legacyban, amellyel a Legjobb női dráma-díjat is megkapta a Mnet 20's Choice Awards díjátadón. Ekkor kezdődött a színésznő karrierje felfelé ívelni, amely abban is megmutatkozott, hogy őt választották meg a Chuno sorozat női főszerepére, azonban Han Hjodzsu visszautasította a fizetés és a menedzsment miatt.
Magyarországon A királyi ház titkai női főszerepével, Dongival lett ismert. A sorozatot a többi főszereplővel együtt ázsiai országokban is népszerűsítette. Itt említhető meg, hogy 2011. március 10-én Japánba ment és a 2011-es földrengés idejét az országban töltötte, majd másnap hazautazott.

## Televíziós sorozatai
- W (MBC, 2016)
- A királyi ház titkai (MBC, 2010)
- Soul Special (KBSN, 2009)
- Shining Inheritance (Brilliant Legacy) (SBS, 2009)
- Ildzsime (SBS, 2008)
- By Land and Sky (KBS1, 2007)
- Spring Waltz (KBS2, 2006)
- Nonstop 5 (MBC, 2005)

## Filmjei
- Miracle Debikuro's Love and Magic (2014, japán)
- Cold Eyes (2013)
- Love 911 (2012)
- Masquerade (2012)
- Always (2011)
- Heaven's Postman (SBS, 2009)
- Ride Away (2008)
- Ad-Lib Night (2006)
- My Boss, My Teacher (2005)

## Díjai
- 2003: Binggrae Smile Awards - első díj
- 2006: 26. Korean Screen Critics Awards - Legjobb elsőfilmes díj (Ad-lib Night)
- 2007: Singapore International Film Festival - Legjobb női díj (Ad-lib Night)[7]
- 2007: Korea Best Dresser Awards
- 2007: KBS Drama Awards - Legjobb páros díja Pak Hedzsinnel, Női Közönség díj (Like Land and Sky)
- 2008: SBS Drama Awards - Új Csillag-díj (Ildzsime)
- 2009: Mnet 20's Choice Awards - Női Drámai-díj (Brilliant Legacy)
- 2009: SBS Drama Awards - Legjobb páros I Szunggivel, Legjobb női drámai díj, Top 10 Csillaga-díj (Brilliant Legacy)
- 2010: Seoul Drama Awards - Hallyu Színésznői Speciális-díj (Brilliant Legacy)
- 2010: Korea Drama Festival - Legjobb Színésznő díja (A királyi ház titkai)
- 2010: MBC Drama Awards - Közönség díj (A királyi ház titkai)
- 2011: 47th Paeksang Arts Awards - Legjobb Színésznő díja (A királyi ház titkai)
- 2012: CETV Ázsia Top10 népszerű sztárjai[8]
- 2013: 22. Buil Film Awards: Legjobb színésznő (Cold Eyes)
- 2013: 34. Blue Dragon Film Awards: Legjobb színésznő (Cold Eyes)

## Fordítás
- Ez a szócikk részben vagy egészben  a   Han Hyo-joo című angol Wikipédia-szócikk ezen változatának fordításán alapul.  Az eredeti cikk szerkesztőit annak laptörténete sorolja fel. Ez a jelzés csupán a megfogalmazás eredetét és a szerzői jogokat jelzi, nem szolgál a cikkben szereplő információk forrásmegjelöléseként.